# Miklós Szilvásy
Miklós Szilvásy (ur. 5 grudnia 1925 w Márianosztra, zm. 24 maja 1969 w Budapeszcie) – węgierski zapaśnik. Dwukrotny medalista olimpijski.
Walczył w stylu klasycznym, w kategorii półśredniej (do 73 kg). Brał udział w trzech igrzyskach (IO 48, IO 52, IO 56), na dwóch zdobywał medale. Największy sukces odniósł na igrzyskach w 1952, zwyciężając w wadze do 73 kg. Cztery lata wcześniej sięgnął po srebro. Był wicemistrzem świata w 1953 roku.